# Гусеницеїд рудий
Гусеницеїд рудий (Conopophaga lineata) — вид горобцеподібних птахів родини гусеницеїдових (Conopophagidae).

## Поширення
Вид поширений на півдні Бразилії, сході Парагваю і суміжних прикордонних регіонах Аргентини та Уругваю.

## Опис
Дрібний птах, завдовжки 11,5—14 см, вагою 16-27 г. Тіло пухке з великою сплющеною головою, коротким конічним дзьобом, короткими і закругленими крилами, квадратним хвостом та міцними ногами. Оперення коричневого забарвлення, червонуватого відтінку на щоках та горлі. Над оком проходить біла надбрівна смуга. Черево та смуга, що розмежовує горло та груди, брудно-білого кольору. Самиці мають тьмяніше забарвлення на нечітку надбрівну смугу.

## Спосіб життя
Трапляється поодинці або парами. Активний вдень. Більшу частину дня сидить на нижніх гілках чагарників, чатуючи на здобич. Живиться комахами та іншими дрібними безхребетними. Моногамний птах. Сезон розмноження проходить з серпня до січня. На півночі ареалу ці птахи гніздяться в жовтні чи навіть у грудні. Чашоподібне гніздо будує на гілках серед епіфітів. У кладці 2—3 сіруватих яєць. Насиджують обидва партнери по черзі. Інкубація триває 15 днів. Піклуванням про пташенят займаються обидва батьки. Приблизно через три тижні після вилуплення пташенята покидають гніздо, але батьки годують їх ще впродовж 20 днів.